# Governo do Estado de Mato Grosso

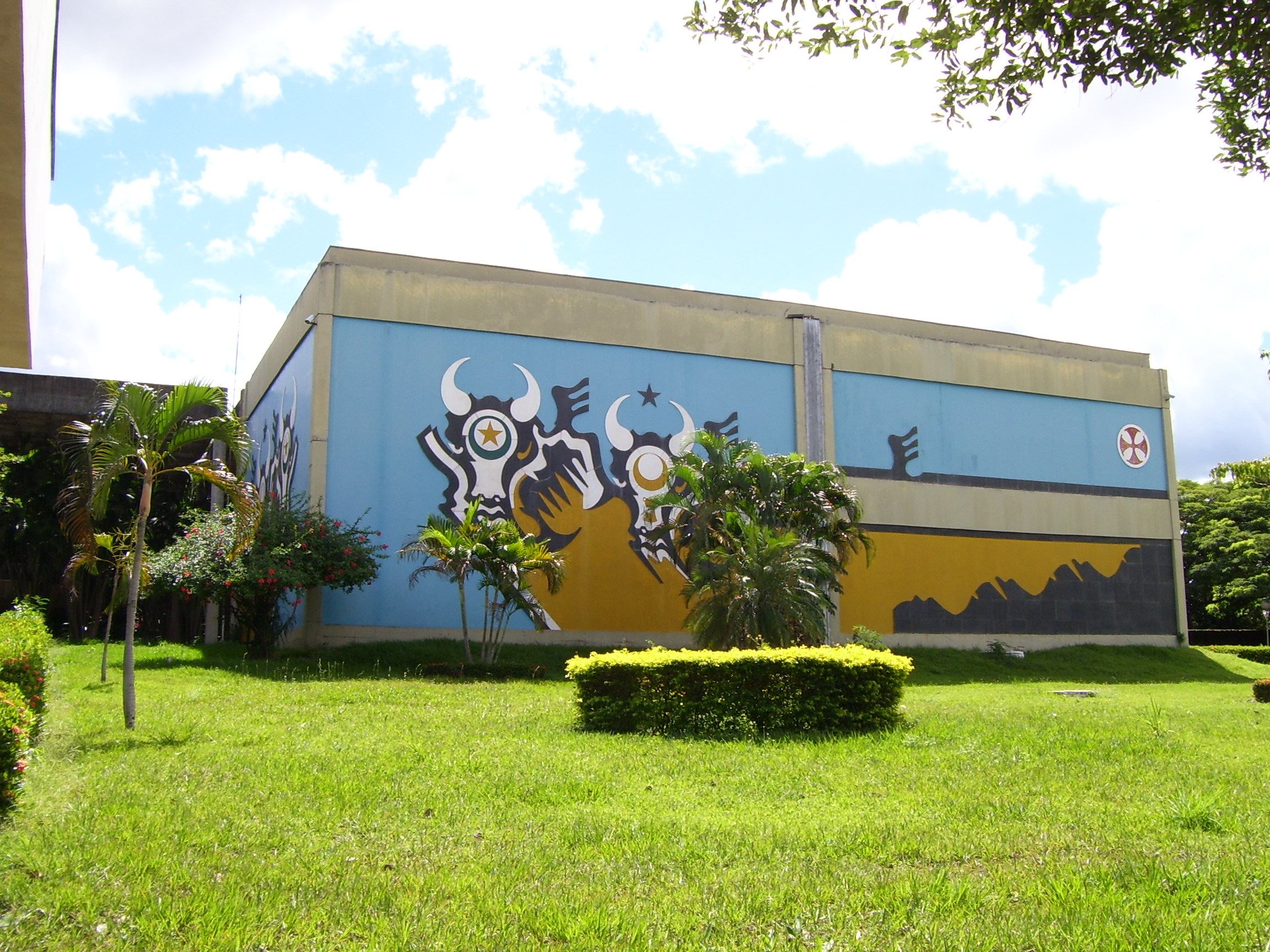
Palácio Paiaguás, sede do Poder Executivo mato-grossense.

O Governo do estado de Mato Grosso ou Poder Executivo mato-grossense é chefiado pelo governador do estado de Mato Grosso, Brasil, que é eleito em sufrágio universal e voto direto e secreto pela população local para mandatos de quatro anos de duração, podendo ser reeleito para mais um mandato.
Sua sede é o Palácio Paiaguás, que desde 1975 é sede do governo mato-grossense e residência oficial do governador.
O estado de Mato Grosso, assim como em uma república, é governado por três poderes, o executivo, representado pelo governador, o legislativo, representado pela Assembleia Legislativa do Estado de Mato Grosso, e o judiciário, representado pelo Tribunal de Justiça do Estado de Mato Grosso.
A mais alta honraria do governo é a ordem do mérito de Mato Grosso, no grau de grã-cruz.

## Executivo
- Governador: Mauro Mendes
- Vice-governador: Otaviano Pivetta

### Secretarias, controladoria e procuradoria estaduais atuais
| Secretaria                                   | Secretário de Estado                 |
| -------------------------------------------- | ------------------------------------ |
| Casa Civil                                   | Fábio Garcia                         |
| Casa Militar                                 |                                      |
| Ciência e Tecnologia                         | Allan Kardec Pinto Acosta Benitez    |
| Comunicação                                  |                                      |
| Cultura, Esporte e Lazer                     | David Moura                          |
| Desenvolvimento Econômico                    | Cesar Miranda Lima                   |
| Desenvolvimento Rural e Agricultura Familiar | Silvano Amaral                       |
| Educação                                     | Alan Porto                           |
| Fazenda                                      | Rogério Gallo                        |
| Gestão                                       | Basílio Bezerra Guimarães dos Santos |
| Infla-Estrutura                              | Marcelo de Oliveira                  |
| Meio Ambiente                                | Mauren Lazaretti                     |
| Procuradoria Geral do Estado                 | Francisco de Assis da Silva Lopes    |
| Saúde                                        | Gilberto Figueiredo                  |
| Segurança Publica                            | César Augusto de Camargo Roveri      |
| Trabalho e Assistência Social                | Rosamaria Ferreira de Carvalho       |
| Controladoria Geral do Estado de Mato Grosso | Paulo Farias                         |

### Administração indireta
- Autarquias
  - Agência Estadual de Regulação de Serviços Publicos Delegados (Ager)[7]
  - Departamento Estadual de Trânsito de Mato Grosso (Detran)[7]
  - Instituto de Assistência à Saude dos Servidores do Estado de Mato Grosso (MT Saúde)[7]
  - Instituto de Defesa Agropecuaria de Mato Grosso (Indea)[7]
  - Instituto de Terras de Mato Grosso (Internat)[7]
  - Instituto de Pesos e Medidas de Mato Grosso (IPEM/MT)[7]
  - Junta Comercial do Estado de Mato Grosso (Jucemat)[7]
  - Mato Grosso Previdencia (MTPrev)[7]
  - Pericia Oficial de Mato Grosso (Politec)[7]
  - Universidade do Estado de Mato Grosso (UNEMAT)[7]

- Empresas Públicas
  - Agência de Fomento do Estado de Mato Grosso (Desenvolve MT)[7]
  - Central de Abastecimento do Estado de Mato Grosso (CEASA)[7]
  - Companhia Mato-Grossense de Gás (MTGÁS)[7]
  - Companhia Mato-Grossense de Mineração (Metamat)[7]
  - Empresa Mato-Grossense de Pesquisa Assistencia e Extesão Rural (EMPAER)[7]
  - Empresa Mato-Grossense de Tecnologia da Informação (MTI)[7]
  - MT Participações e Projetos (MTPAR)[7]
  - Nova Rota do Oeste[8]

- Fundações
  - Fundação de Amparo à Pesquisa do Estado de Mato Grosso (Fapemat)[7]
  - Fundação Nova Chance (FUNAC)[7]

## Legislativo

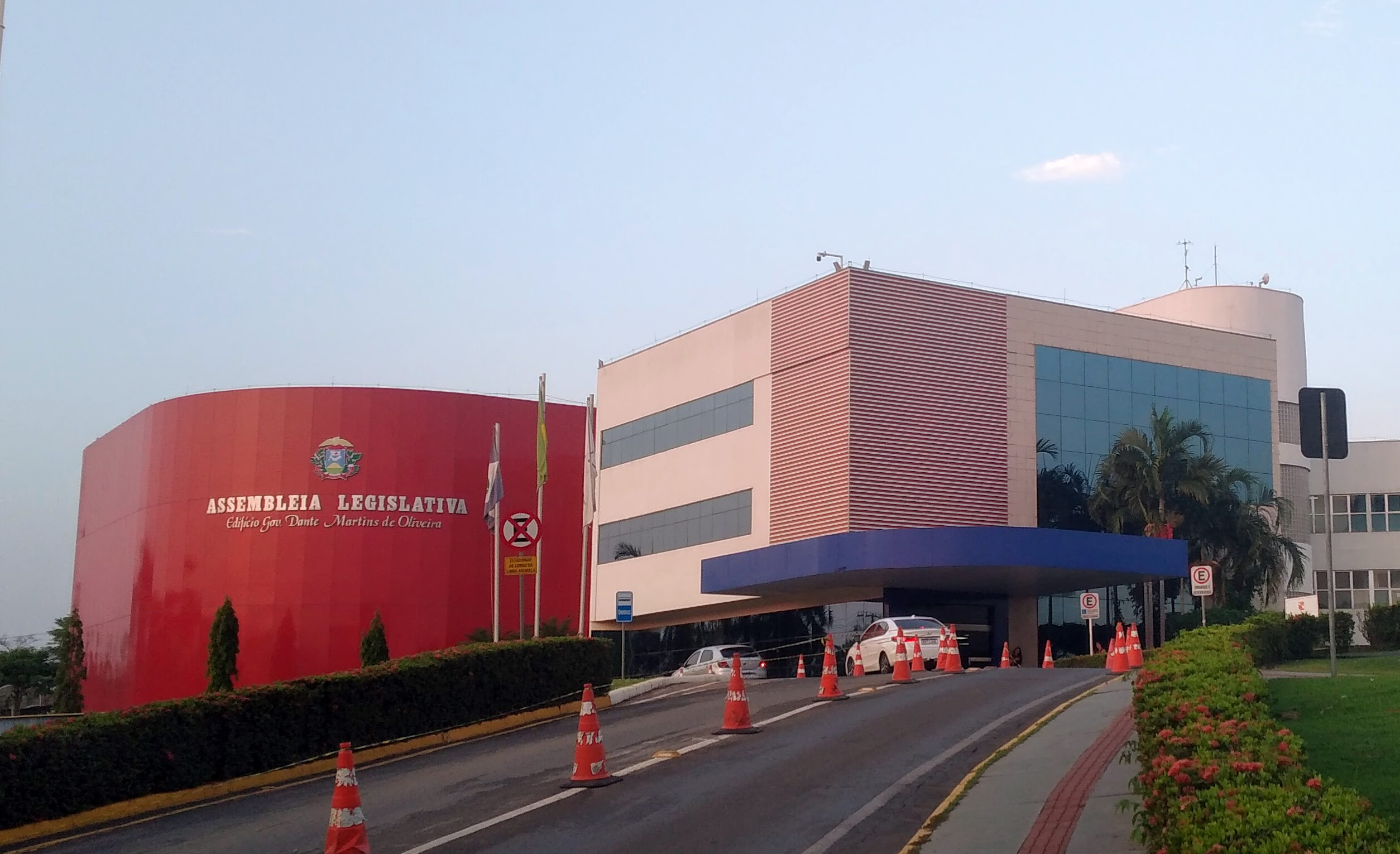
Edifício Dante Martins de Oliveira, sede do Poder legislativo mato-grossense.

O Poder Legislativo de Mato Grosso é unicameral, constituído pela Assembleia Legislativa do Estado de Mato Grosso, localizado no Palácio Dante de Oliveira. Ela é constituída por 24 deputados, que são eleitos a cada 4 anos.
- Presidente : Eduardo Botelho

## Judiciário
A maior corte do Poder Judiciário mato-grossense é o Tribunal de Justiça do Estado de Mato Grosso, localizada no CPA, em Cuiabá.
- Presidente : Clarice Claudino da Silva